# Aloy
Aloy es un personaje ficticio y protagonista de Horizon Zero Dawn, un videojuego de acción y aventura desarrollado por Guerrilla Games y publicado por Sony Interactive Entertainment. Criada por un exiliado llamado Rost, se entrena como una guerrera habilidosa para competir en la Prueba, un ritual celebrado por la tribu Nora, y descubrir la identidad de su madre. Los sucesos posteriores la obligan a embarcarse en un viaje para detener un culto que adora a una inteligencia artificial empeñada en la destrucción del mundo, mientras que también cazan máquinas que se han vuelto hostiles a los humanos. Su actriz de voz, Ashly Burch, la elogió críticamente por su diseño, caracterización y rendimiento.

## Desarrollo
Según Angie Smets, directora ejecutiva de Guerrilla Games, Aloy era mucho más joven de lo que acabó siendo. Smets también contó que la habilidad de hackear máquinas fue idea de John Gónzalez, guionista de Fallout: New Vegas.
Aunque la voz de Aloy es interpretada por Ashly Burch, el modelo de rostro para Aloy está basado en la actriz neerlandesa Hannah Hoekstra.

## Biografía ficticia
Aloy nació el 4 de abril de 3021 . Desde ahí, las Matriarcas de la tribu encargaron su cuidado a manos de un marginado llamado Rost. Como resultado, Aloy también se convierte una marginada, por lo que nadie de la tribu puede tener contacto con ellos. En su niñez, Aloy explora los lugares prohibidos (conocido como las ruinas metálicas) y encuentra un dispositivo electrónico llamado "Foco", que sirve como interfaz neuronal con múltiples funciones. Este objeto le permite conocer detalles del mundo antiguo cuando explora las ruinas metálicas. Pero desde su infancia, Aloy ha sido despreciada y excluida por los demás por no tener una madre y quiere saber por qué. Rost le explica que la única manera en la que puede obtener respuestas, y ser aceptada por la tribu, es participar en el rito de los Nora llamado "La Prueba". Si gana, se convertirá en "Valiente Nora" y las Matriarcas responderán todas sus preguntas.
Ya en el año 3040, y al alcanzar la mayoría de edad, Aloy ha aprendido muchas habilidades con la ayuda de Rost para participar en la ceremonia anual, ser nombrada Valiente Nora y convertirse en miembro de la tribu. En consecuencia, Aloy llega a la capital de la tribu Nora para empezar "La Prueba". Ella gana la competencia pero los participantes son atacados por "Los Eclipse", un culto que tiene control sobre las máquinas. Aloy casi es asesinada por Helis, líder del culto, pero Rost interfiere para salvarla. Al ser herido gravemente, el culto coloca bombas en toda la montaña pero Rost se sacrifica para salvar a su hija adoptiva de una muerte segura, arrojándola colina abajo. Poco después, la explosión destruye el lugar y Rost muere en el acto pero Aloy sobrevive.
Aloy despierta en una cueva y se reúne con la Matriarca Teersa. La matriarca le explica que esa cueva fue el lugar donde Aloy nació. Como resultado de su nacimiento, muchos pensaban que Aloy era una maldición para la tribu, así que las Matriarcas decidieron expulsarla. Sin embargo, la Matriarca Teersa le permite explorar el lugar y averiguar de donde proviene. Al no poder acceder a la instalación secreta de la cueva, las Matriarcas deciden nombrar a Aloy "Buscadora Nora" para que pueda averiguar más detalles de su origen, explorar los lugares prohibidos, encontrar a los Eclipse y vengar la muerte de los Nora. Como buscadora, Aloy encuentra a Olin, un miembro de la tribu Oseram que estuvo presente en la ceremonia Nora y principal sospechoso del ataque. Al interrogarlo, descubre que los Eclipse adoran a una deidad llamada HADES, alguien que les ayuda a corromper y controlar a las máquinas. Pero la razón por la que los Eclipse atacaron a Aloy es porque el Foco de Olin la detectó como una amenaza. Esto se debe a su parecido físico con la doctora Elisabet Sobeck, una figura importante del mundo antiguo.
Con los datos necesarios proporcionados por Olin, Aloy localiza los restos de lo que fue Faro Automated Solutions, una empresa dedicada a la construcción de máquinas y robots avanzados. Su descubrimiento le muestra que la humanidad estuvo en peligro cuando la empresa perdió el control de sus robots y se convirtieron en una amenaza para los seres humanos. A pesar de sus esfuerzos por controlar a las máquinas, las consecuencias eran inevitables. Para disminuir los daños de la catástrofe, los miembros más importantes del gobierno crearon la iniciativa "Zero Dawn", un proyecto secreto liderado por Elisabet Sobeck y varios científicos del mundo para salvar a la humanidad. Poco después, Aloy es contactada por Sylens, un hombre interesado en descubrir más detalles sobre el mundo antiguo. Al investigar un poco más sobre el proyecto, Aloy descubre que Elisabet Sobeck fue enviada a una instalación secreta para completar "Zero Dawn". Al comunicarse con su Foco, Sylens le informa que esa instalación se encuentra actualmente en "La Ciudadela", la capital de los Eclipse. Cuando llega a La Ciudadela, se infiltra en la instalación subterránea. Allí descubre que Zero Dawn era un proyecto dirigido y supervisado por una inteligencia artificial creada por la doctora Sobeck llamada GAIA. Para que el proyecto fuera todo un éxito, GAIA se encargaría de llevar a cabo las contramedidas necesarias para restaurar la biosfera contaminada del planeta y convertirlo en un lugar habitable. También constaría de la creación de seres humanos a partir de ADN así como datos sobre la historia y la cultura de la humanidad, la purga de las máquinas de Faro, la desintoxicación y limpieza de los mares, los océanos y la reintroducción de la vida animal, de la flora y la fauna. HADES era una de las partes del proyecto que le permitiría a GAIA destruir el proceso de restauración si el resultado no era favorable para la humanidad. Después de conocer estos detalles, Aloy descarga los registros de Elisabet Sobeck para acceder a las instalaciones en la capital de la tribu Nora. Pero en ese momento, es capturada por los Eclipse.
Cuando despierta, Aloy es arrojada por Helis en una arena, para que muera a manos de las máquinas corrompidas. Con su ingenio, ella se las arregla para derrotarlas y sobrevivir pero es rescatada por Sylens y, juntos, escapan de la Ciudadela. Para evitar que los Eclipse ataquen a los Nora, Aloy se dirige a la capital de la tribu. Al llegar, ayuda a derrotar a los Eclipse y accede a las instalaciones bloqueadas. Dentro de la instalación, Aloy encuentra una grabación holográfica de GAIA, donde le revela que una señal de origen desconocida hizo que HADES se corrompiera y tomará el control de Zero Dawn. Como último recurso, GAIA activó su sistema de autodestrucción para detener el ataque de HADES. Como nueva contramedida, creó un clon de Elisabet Sobeck para que fuese la única persona que pudiese acceder a las instalaciones, encontrar la grabación, destruir a HADES y restaurar las funciones a GAIA. Por lo tanto, Aloy se da cuenta de que Elisabet Sobeck es su madre biológica y fue creada por GAIA para destruir a HADES. Al descubrir todas estas revelaciones, Aloy se dirige a las antiguas instalaciones de GAIA Prime en territorio Carja y recupera el Control Maestro para derrotar a HADES. Allí descubre que su madre murió tratando de evitar que las máquinas corrompidas de Faro encontrarán y destruyeran Zero Dawn y a GAIA. También descubre que el director de Faro Automated Solutions asesinó a los líderes del mundo antiguo y eliminó los archivos de la historia humana porque creía que representaban un peligro para las generaciones futuras.
Después de saber esto, Aloy se reúne con Sylens. Sylens le revela que él fue el fundador de los Eclipse al servicio de HADES a cambio de conocimiento sobre el mundo antiguo. Pero abandono su posición como líder cuando HADES ordenó su muerte. Pero con la información de Sylens, Aloy debe impedir que HADES se haga con el control de "La Aguja", un módulo creado por GAIA que puede activar y desactivar los máquinas de Faro, y así detener el exterminio de la vida en la Tierra. Dicha Aguja se encuentra en Meridian, la capital de la tribu Carja.
Una vez que llega allí, Aloy advierte a los Carja y resisten el ataque de los Eclipse con la ayuda de los Buscadores Nora y otros aliados. Durante la batalla, Aloy asesina a Helis pero HADES y su ejército logran entrar en Meridian. Sin embargo, Aloy logra derrotarlos y neutraliza a HADES, poniendo fin al conflicto y salvando al mundo del exterminio.
Poco después, Aloy busca el hogar de la doctora Sobeck. En su camino, ella escucha la última grabación en la que Elisabet y GAIA conversaban acerca de un incidente de Elisabet en la que su madre la reprende y le pide poner su inteligencia a favor de proteger la vida, después gaia le pregunta que si tuviera una hija como quisiera que fuera. Al llegar a su destino, Aloy encuentra un cuerpo y mientras la respuesta de Elisabet a esa pregunta se escucha, Aloy toca el cuerpo lo que provoca que el foco proyecte un holograma del nombre del cuerpo y rostro de este que resulta ser Elisabet Sobeck, lo que provoca que Aloy llore la muerte de su madre (Elisabet Sobeck)
.

## Curiosidades
- Aloy aparece en el videojuego Genshin Impact como personaje invitado

- Aparece como skin en el videojuego Fortnite: Battle Royale